# Heinz Weisbarth

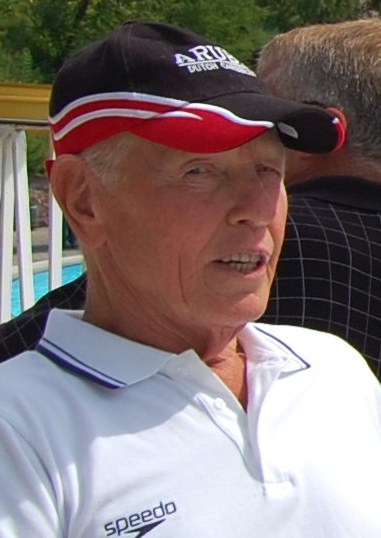
Heinz Weisbarth (2010)

Heinz Weisbarth (* 1935) ist ein deutscher Kunst- und Turmspringer.
Seit fast 60 Jahren ist Weisbarth im Wassersport aktiv und wurde 1957 als 22-Jähriger Deutscher Meister vom Turm. Um seine Familie ernähren zu können, musste er allerdings bald seine Sportlerkarriere zugunsten des Berufslebens als Masseur aufgeben.
Erst als Rentner ist Weisbarth seit seinem 65. Lebensjahr wieder aktiv. Seitdem nimmt er jedes Jahr an nationalen und internationalen Wettkämpfen teil, zum Beispiel den VIII. Gay Games 2010 in Köln., den „Offenen Internationalen Niederländischen Masters-Meisterschaften der Wasserspringer“ 2010 in Eindhoven (Niederlande) oder den 41. „Internationalen Deutschen Meisterschaften im Wasserspringen der Masters“ 2009 in Riesa. Im Jahre 2009 wurde er zur Wahl von Kölns „Sportler des Jahres“ nominiert.
Im Seniorenalter ist Weisbarth inzwischen mehrfach Masters-Weltmeister im Kunst- und Turmspringen geworden. Im September 2009 wurde er Vize-Europameister am 3-Meter-Brett bei den „Europameisterschaften im Kunst- und Turmspringen der Masters“ in Sevilla (Spanien). Zuletzt holte er im Juli 2010 als 75-Jähriger bei den „Weltmeisterschaften im Kunst- und Turmspringen der Masters“ (Altersklasse 75 bis 79 Jahre) in Göteborg (Schweden) wieder dreifaches Gold beim Springen vom 1-Meter- und 3-Meter-Brett sowie vom Turm. Sein eindrucksvollster Sprung ist der anderthalbfache Salto vorwärts mit ganzer Schraube. Für diese Erfolge trainiert Weisbarth – nach eigener Aussage – noch immer täglich mit mindestens 70 Sprüngen vom Brett und vom Turm.
Vor drei Jahren war Weisbarth Hauptfigur eines dokumentarischen Werbespots von Aleksander Bach, Student an der Filmakademie Baden-Württemberg, für die Kampagne „Mission 70+“ des Sportartikelherstellers Nike.
Weisbarth lebt als Witwer in Köln und ist Mitglied im 1. SV Köln.